# Incendio di Yarnell Hill
L'incendio di Yarnell Hill fu un incendio scoppiato il 28 giugno 2013 nei pressi di Yarnell, in Arizona, una cittadina di circa 700 residenti a circa ottanta miglia a nordovest di Phoenix, negli Stati Uniti.
Una prolungata siccità che affliggeva la regione contribuì inoltre alla rapida propagazione dell'incendio, a temperature di oltre 38 °C. Causato da un fulmine e spinto fuori controllo da forti venti, il 30 giugno uccise diciannove vigili del fuoco boschivi travolti dalle fiamme che avanzavano grazie al forte vento. L'incendio arrivò a coprire quel giorno fino a 2000 acri (circa 8 km2).

## Origine e sviluppo
Alle 17.36 del 28 giugno 2013 un fulmine innescò un incendio sulle terre del Bureau of Land Management, vicino a Yarnell in Arizona, una città di circa 700 abitanti a circa 120 chilometri a nord-ovest di Phoenix. Il 30 giugno il forte vento, che raggiungeva più di 35 km/h, spinse il fuoco da 120 ettari a oltre 800 ettari. Una prolungata siccità che interessò l'area conitribuì alla rapida propagazione dell'incendio e al suo comportamento irregolare, così come le temperature di 38 °C.
Il 1º luglio l'incendio aveva raggiunto oltre 3300 ettari e provocato l'evacuazione della vicina comunità della Peeples Valley, sebbene nessuna struttura fosse stata danneggiata o distrutta. L'incendio, tuttavia, era ancora completamente fuori controllo e più di 400 vigili del fuoco lo stavano combattendo. Il 2 luglio l'incendio è stato stimato ad un contenimento dell'8% e non era cresciuto nelle precedenti 24 ore. Si stimava che entro il 12 luglio si sarebbe raggiunto il completo spegnimento dell'incendio. Fu dichiarato che sarebbe iniziata una ricerca casa per casa per cercare eventuali altre vittime, non appena le condizioni lo avessero permesso. Alla fine della giornata del 3 luglio, l'incendio è stato contenuto secondo quanto riferito al 45% e non in crescita, permettendo così ai residenti della Peeples Valley di tornare alle loro case il 4 luglio. Quattro giorni dopo, l'8 luglio, i residenti di Yarnell sono stati autorizzati a tornare. L'incendio è stato dichiarato contenuto al 100 per cento il 10 luglio.
L'Ufficio dello sceriffo della contea di Yavapai ha dichiarato che 127 edifici a Yarnell e due nella Peeples Valley sono stati distrutti. Un "punto di infiammabilità" dell'incendio è stato il quartiere di Glen Ilah a Yarnell, dove si è bruciata la metà delle strutture.

## Effetti
I funzionari hanno chiuso 25 km della Route 89 in Arizona poco dopo l'incendio e altri 15 km della Route 89 sono stati chiusi il 30 giugno. È stata ordinata l'evacuazione totale di Yarnell e l'evacuazione parziale della Peeples Valley. Almeno 600 persone sono state sottoposte a misure di evacuazione obbligatorie. Un ricovero per sfollati è stato aperto al Yavapai College di Prescott, dove i membri della Croce Rossa Americana hanno fornito lettini e coperte per i pernottamenti, oltre a pasti e assistenza medica. Un secondo ricovero per sfollati è stato costruito alla Wickenburg High School, nella vicina Wickenburg, perché la chiusura della Route 89 ha impedito ad alcune persone di raggiungere il primo ricovero. Funzionari della Croce Rossa hanno detto che 351 persone hanno trascorso almeno una notte in uno dei rifugi.

### Vittime
- Andrew Ashcraft, 29
- Robert Caldwell, 23
- Travis Carter, 31
- Dustin Deford, 24
- Christopher MacKenzie, 30
- Eric Marsh, 43
- Grant McKee, 21
- Sean Misner, 26
- Scott Norris, 28
- Wade Parker, 22
- John Percin, 24
- Anthony Rose, 23
- Jesse Steed, 36
- Joe Thurston, 32
- Travis Turbyfill, 27
- William Warneke, 25
- Clayton Whitted, 28
- Kevin Woyjeck, 21
- Garret Zuppiger, 27

Il 30 giugno, 19 membri dell'interagenzia Granite Mountain Hotshots dei Vigili del Fuoco di Prescott sono stati sopraffatti e uccisi dal fuoco. I primi rapporti indicavano che uno dei pompieri non era un membro della squadra di hotshot, ma il capo dei pompieri di Prescott Dan Fraijo confermò in seguito che tutti e 19 provenivano dagli hotshot di Granite Mountain. I vigili del fuoco avevano dispiegato coperte antincendio, ma non tutti i corpi sono stati trovati al loro interno. La città di Prescott ha pubblicato i nomi dei 19 vigili del fuoco il 1º luglio.
L'unico sopravvissuto della squadra di 20 uomini era Brendan McDonough, di 21 anni. Aveva fatto da vedetta quando l'incendio minacciava di oltrepassare la sua posizione. McDonough stava camminando a piedi quando è stato individuato da Brian Frisby, il sovrintendente degli hotshot di Blue Ridge, che stava seguendo le comunicazioni radio tra McDonough e il capitano dei Granite Mountain. Frisby e McDonough hanno spostato i veicoli della squadra in un luogo più sicuro, un'operazione che stavano facendo al momento dell'intrappolamento della squadra dei Granite Mountain. Dopo aver spostato i veicoli, Frisby e altri membri degli hotshot Blue Ridge hanno tentato di salvare gli hotshot Granite Mountain intrappolati, ma sono stati costretti a tornare indietro a causa delle intense fiamme e del calore del fuoco. Guidando per le strade di Yarnell, gli hotshot Blue Ridge hanno evacuato diversi residenti che non erano riusciti a mettere in salvo precedentemente. Frisby e il suo assistente alla fine si recarono sul luogo dell'intrappolamento e furono tra i primi a trovare il luogo di dispiegamento e i resti della squadra di Granite Mountain.
È stato il più letale incendio degli Stati Uniti dall'incendio di East Bay Hills del 1991, che ha ucciso 25 persone, e il più letale incendio boschivo per i vigili del fuoco degli Stati Uniti dall'incendio del Griffith Park del 1933, che ha ucciso 29 vigili del fuoco civili improvvisati. È stato anche il più fatale incidente di qualsiasi tipo che abbia coinvolto i vigili del fuoco statunitensi dopo gli attentati dell'11 settembre, che hanno ucciso 343 persone.

## Reazioni

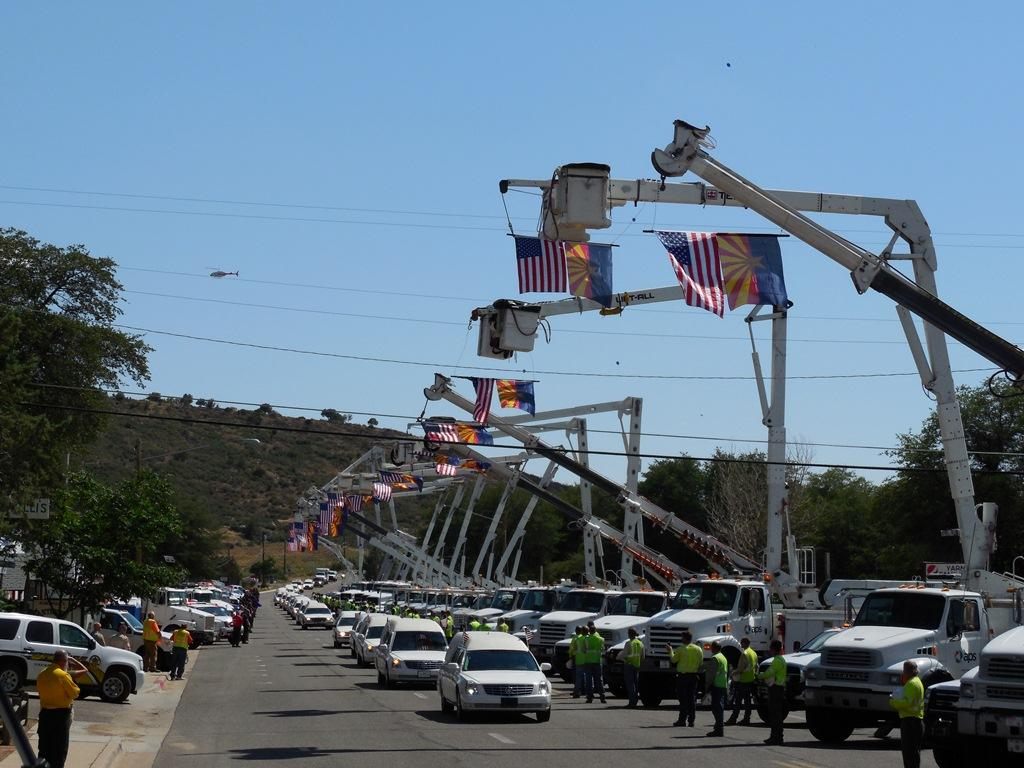
La processione funebre in onore dei 19 vigili del fuoco uccisi attraversa Yarnell.

Il 30 giugno, la governatrice dell'Arizona Jan Brewer ha rilasciato una dichiarazione in cui ha espresso le sue condoglianze: "Questo è il giorno più buio che io ricordi". Ha fatto sventolare le bandiere a mezz'asta in Arizona fino al 19 luglio. Il Presidente degli Stati Uniti d'America Barack Obama il 1º luglio ha rilasciato una dichiarazione in cui prometteva aiuto federale e lodava i 19 vigili del fuoco come eroi. L'amministratore Craig Fugate dell'Ente federale per la gestione delle emergenze e l'amministratore dei Vigili del Fuoco degli Stati Uniti Ernest Mitchell hanno rilasciato dichiarazioni simili il 1º luglio. Il 2 luglio, i giocatori dell'Arizona Cardinals hanno visitato uno dei rifugi della Croce Rossa e il presidente della squadra ha donato 100.000 dollari al 100 Club of Arizona, un'organizzazione che assiste i vigili del fuoco, la polizia e le loro famiglie in caso di crisi. Le autorità hanno detto che 800.000 dollari sono stati raccolti per le famiglie delle vittime a partire dal 4 luglio.
Il 2 luglio, più di 3.000 persone hanno partecipato a una commemorazione pubblica presso uno stadio coperto nella Prescott Valley. Il vicepresidente Joe Biden, la governatrice dell'Arizona Jan Brewer, e Brendan McDonough, l'unico vigile del fuoco sopravvissuto alla squadra, sono intervenuti martedì 9 luglio 2013 a Prescott in una commemorazione. A quella commemorazione hanno partecipato migliaia di persone, tra cui rappresentanti di oltre 100 squadre di hotshot in tutta la nazione, ed è stata trasmessa in diretta da diversi canali. In seguito, nelle città natali dei 19 pompieri sono state organizzate cerimonie commemorative individuali.
Il 2 luglio 2013 è arrivata in Arizona una squadra investigativa di nove membri, tra gestori forestali ed esperti di sicurezza, con l'obiettivo di "capire il più possibile cosa è successo" per prevenire incidenti simili.

### Memoriali
Per onorare gli hotshot è stato creato un Memorial State Park. Un sentiero di circa quattro chilometri e mezzo conduce da un parcheggio sulla Route 89 fino ad una piattaforma di osservazione. Un cammino percorre gli ultimi passi degli hotshot fino al luogo del decesso, dove hanno fatto l'ultima fermata. Attorno al luogo della morte, 19 gabbioni, uno per ogni hotshot, sono uniti da catene.
Un secondo memoriale è stato collocato all'incrocio tra la Route 89 e la Hays Ranch Road nella Peeples Valley.

## Conseguenze
Dopo l'incendio, l'Ente federale per la gestione delle emergenze ha dichiarato che l'incendio non poteva causare un indennizzo in caso di catastrofe per i proprietari di abitazioni, in quanto la maggior parte delle abitazioni bruciate erano assicurate. Secondo la legge federale, il soccorso federale in caso di catastrofe non è disponibile se vi è assicurazione, e l'Ente ha detto che "i danni alle residenze private non assicurate per questo non erano al di là delle capacità di risposta e di recupero dello Stato e dei governi locali e delle agenzie di volontariato". Brewer si è rivolto al presidente Obama per revocare la decisione.
Dopo un'indagine durata tre mesi, il 28 settembre 2013 la Divisione Foreste dello Stato ha pubblicato un rapporto che non ha trovato alcuna prova di negligenza o imprudenza nella morte dei 19 vigili del fuoco, e ha rivelato che un aereo antincendio che trasportava sostanze ritardanti era proprio sopra di loro, mentre i vigili del fuoco morivano. L'indagine ha rilevato alcuni problemi nelle comunicazioni radio dovuti al traffico radio intenso e al fatto che alcune radio non erano programmate con appropriate CTCSS.
Il 4 dicembre 2013, la Commissione industriale dell'Arizona, che sovrintende alla sicurezza sul lavoro, ha incolpato la Divisione forestale dello Stato per la morte dei 19 vigili del fuoco, sulla base di un'indagine della Divisione statale per la sicurezza e la salute sul lavoro. La Commissione ha affermato che le autorità statali responsabili dei vigili del fuoco hanno consapevolmente anteposto la protezione delle proprietà alla loro sicurezza e che avrebbero dovuto allontanare prima le squadre. La commissione ha inflitto una multa di 559.000 dollari.

## Adattamento cinematografico
Sony ha pubblicato un adattamento cinematografico dell'incendio di Yarnell Hill, intitolato Fire Squad - Incubo di fuoco, nell'ottobre 2017 (in Italia è uscito nell'agosto 2018). Miles Teller interpreta McDonough, il solo sopravvissuto all'incendio. Nel film ci sono anche Josh Brolin, Jeff Bridges, Jennifer Connelly, Taylor Kitsch e James Badge Dale.